# Hlyboka Dolyna (Demýdivka)
Hlyboka Dolyna (ucraniano: Глибо́ка Доли́на) es un pueblo de Ucrania, constituido administrativamente como una pedanía del asentamiento de tipo urbano de Demýdivka, en el raión de Dubno de la óblast de Rivne.
En 2001, el pueblo tenía una población de 314 habitantes.
Se ubica unos 10 km al suroeste de la capital municipal Demýdivka, junto a la carretera T1806 que lleva a Berestechko.

## Historia
Antes de la formación del actual municipio de Demýdivka en 2016, el pueblo era sede de un consejo rural en el raión de Demýdivka. El consejo rural incluía como pedanía a Kopán.